# Philodromus alascensis
Philodromus alascensis es una especie de araña cangrejo del género Philodromus, familia Philodromidae. Fue descrita científicamente por Keyserling en 1884.

## Distribución
Esta especie se encuentra en América del norte, Rusia (Siberia), Kazajistán y China.